# ویلی فوگرر
ویلی فوگرر (انگلیسی: Willi Fuggerer; زاده ۱۱ سپتامبر ۱۹۴۱ – درگذشته ۲ سپتامبر ۲۰۱۵) دوچرخه‌سوار اهل آلمان بود.
وی در مسابقات کشوری و بین‌المللی در مجموع برندهٔ ۱ مدال برنز شده‌است.